# Carrefour des Sept-Chemins
Le carrefour des Sept-Chemins est une ancienne place de Montreuil en Seine-Saint-Denis.

## Situation et accès

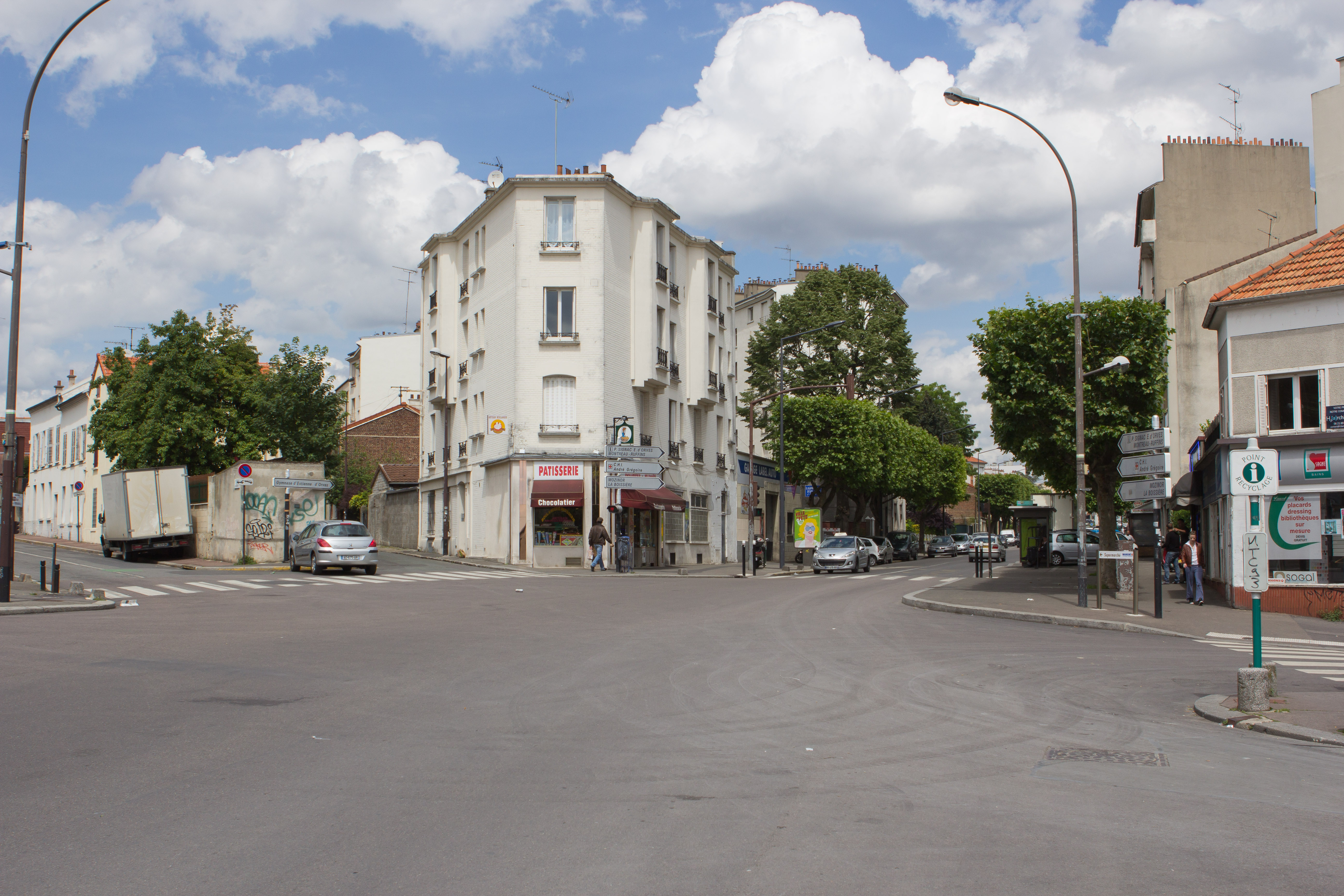
Le carrefour en 2012

Il est traversé par la route nationale 302 appelée à cet endroit, boulevard Paul-Vaillant-Couturier tandis que s'y rencontrent la rue de Romainville, la rue des Épernons, la rue Baudin, la rue des Hanots et le boulevard Aristide-Briand.

## Origine du nom
Sept voies de communication y convergent.

## Historique
Le domaine d’Orgemont à Montreuil, qui comprenait à son extrémité sud le lieu-dit les sept chemins, ainsi qu'un arrière-fief nommé fief des Hanots, faisait partie de la châtellenie de Montjay, propriété de la maison champenoise de Châtillon, autour de 1270. Après cela, il appartint au président du Parlement Pierre Ier d’Orgemont jusqu'avant 1360. Il fut ensuite acquis par l'abbaye Saint-Victor de Paris en 1407. Le fief des Hanots exista jusqu'en 1789.
L'altitude relativement élevé de ce carrefour en fait la cause d'inondations des terrains bas lors de précipitations abondantes. Pour cette raison, c'est aussi un point de départ du rû de Montreuil, cours d'eau aussi appelé ru de la Pissotte, qui naissait  à la fontaine des Hanots, toute proche. Il descendait ensuite la rue de Romainville, passait devant l'église Saint-Pierre-et-Saint-Paul pour aboutir à la chapelle de la Pissotte à Vincennes. Cette chapelle, détruite en 1795, est aujourd'hui remplacée par l'église Notre-Dame de Vincennes.

## Bâtiments remarquables et lieux de mémoire
- Bassin de rétention de la fontaine des Hanots, survivance de cette fontaine qui alimentait Vincennes et Paris[5],[6].